# Critoniopsis
Critoniopsis é um género botânico pertencente à família Asteraceae.
Contém as seguintes espécies:
- Critoniopsis cotopaxensis
- Critoniopsis dorrii
- Critoniopsis harlingii
- Critoniopsis jaramilloi
- Critoniopsis palaciosii
- Critoniopsis sevillana
- Critoniopsis sodiroi
- Critoniopsis tungurahuae
- Critoniopsis yamboyensis